# Jordane Hauert
Jordane Hauert (Porrentruy, 26 ottobre 1986) è un ex hockeista su ghiaccio svizzero.

## Carriera
Hauert ha giocato con la maglia della squadra della sua città natale, l'Hockey Club Ajoie, fin dalle giovanili. Fanno eccezione una manciata di incontri giocati con le maglie di Hockey Club Moutier (in terza serie nella stagione 2001-2002), Eis-Hockey-Club Biel (dieci incontri nella NLA 2009-2010) e Schlittschuh-Club Langnau Tigers (un incontro nella NLA 2011-2012).
Con l'Ajoie ha giocato in NLB, poi divenuta Swiss League, dal 2001 al 2021, quando la squadra venne promossa nel massimo campionato svizzero, divenendone il capitano sin dalla stagione 2012-2013. Venne poi confermato anche nelle prime due stagioni in National League; nel gennaio del 2023 ha annunciato che al termine della stagione si sarebbe ritirato, dopo 22 stagioni e oltre 1000 incontri disputati con la squadra di Porrentruy. È peraltro stato il primo giocatore di sempre della squadra a raggiungere questo risultato.
Oltre ai due campionati di seconda serie vinti (2015-2016 e 2020-2021, quest'ultimo coronato con la promozione), il maggior successo ottenuto è stata la vittoria della Coppa Svizzera nel 2020.

## Palmarès
- Coppa Svizzera: 1

Ajoie: 2019-2020
- Lega Nazionale B: 2

Ajoie: 2015-2016, 2020-2021